# Seleção Norte-Coreana de Voleibol Feminino
A seleção norte-coreana de voleibol feminino é uma equipe asiática composta pelas melhores jogadoras de voleibol da Coreia do Norte. A equipe é mantida pela Associação de Voleibol da República Democrática Popular da Coreia (em língua inglesa, The Volleyball Association of the Democratic People Republic of Korea). Encontra-se na 46ª posição do ranking mundial da FIVB segundo dados de 23 de janeiro de 2013.